# Cultura di Xituanshan
La cultura di Xituanshan (in cinese 西团山文化, Xītuánshān wénhuà) è stata una cultura dell'Età del Bronzo nella provincia cinese nordorientale di Jilin.
Fu ampiamente diffusa nella zona delle città di Jilin e Changchun.
Una delle sue caratteristiche sono le tombe con i sarcofagi di pietra ivi scoperte (石棺墓).
La maggior parte della collezione è conservata nel Museo della città di Jilin.
Il sito di Xituanshan (西团山遗址, Xituanshan yizhi), che sorge a sudovest della città di Jilin, dal 2001 è stato inserito nella lista dei monumenti della Repubblica popolare cinese (5-27).